# Hylaeus praenotatus
Hylaeus praenotatus là một loài Hymenoptera trong họ Colletidae. Loài này được Förster mô tả khoa học năm 1871.